# Дашти-Джум
Государственный природный заповедник «Дашти Джум» (тадж. Мамнӯъгоҳи  давлатии табии Дашти Ҷум) — заповедник в Таджикистане. Организован Постановлением Правительства Таджикской ССР в 1983 году на площади 19,7 тыс. га. Расположен на южном склоне Дарвазского хребта, на территории района Шамсиддин Шохин Хатлонской области. Находится в 40 километрах от города Куляба и в 240 километрах от Душанбе, столицы республики. Заповедник был организован для сохранения последней на территории Центральной Азии полноценной и жизнеспособной популяции винторогого козла (мархура), а также среднеазиатского муфлона.
Горные массивы района Шамсиддин Шохин представляют собой живописные лесистые холма и в отдельных участках скалистые местности.
Наиболее выраженной особенностью местности является наличие разнообразной флоры и фауны, а также уникальных ландшафтов. Особенной достопримечательностью региона является обитание здесь горных винторогих козлов, популяция и ареал которых в мире ограничен.
Винторогий козел (мархур) является обитателем средней полосы южных гор, где скалистые участки пересекаются с альпийскими лугами. В заповеднике «Дашти Джум» большую часть года винторогие козлы держатся в поясе арчового редколесья на высоте 1200—2400 метров над уровнем моря, зимой спускаются ниже до 800 метров.

## Объект туризма и отдыха
Заповедник «Дашти Джум» постановлением Правительства Республики Таджикистан объявлен зоной туризма. Гон у Винторогих козлов проходит тем раньше и интенсивней, чем раньше наступают холода. Обычно на территории заповедника гон у винторогих козлов начинается в ноябре и продолжается до конца декабря. В этот период по согласованию с руководством заповедника организовывается фотоохота для туристов-любителей дикой природы.